# Болотинский район
Боло́тинский район (молд. raionul Bolotino, молд. районул Болотино)— административно-территориальная единица Молдавской ССР, существовавшая с 11 ноября 1940 года по 9 января 1956 года.

## История
Как и большинство районов Молдавской ССР, образован 11 ноября 1940 года, центр — село Болотино. До 16 октября 1949 года находился в составе Бельцкого уезда, после упразднения уездного деления перешёл в непосредственное республиканское подчинение.
С 31 января 1952 года по 15 июня 1953 года район входил в состав Бельцкого округа, после упразднения окружного деления вновь перешёл в непосредственное республиканское подчинение.
9 января 1956 года Болотинский район был ликвидирован, его территория была разделена в основном между соседними Глодянским и Рышканским районами.

## Административное деление
По состоянию на 1 января 1955 года Болотинский район состоял из 14 сельсоветов: Болотинский, Бранештский, Виишорский, Ганчештский, Друиторский, Калинештский, Каменский, Костештский, Кубанский, Кухнештский, Малаештский, Петрушанский, Чучульский и Шепте-Бань.